# Post Traumatic Slave Syndrome: America’s Legacy of Enduring Injury and Healing
Post Traumatic Slave Syndrome: America’s Legacy of Enduring Injury and Healing ist ein Buch aus dem Jahre 2005, das von Joy DeGruy geschrieben wurde. Das Buch löste eine Kontroverse über das Erbe der Sklaverei aus.
Die Autorin ist Psychologin und Sozialarbeiterin. In ihrem Buch postuliert sie ein Posttraumatic Slave Syndrome (PTSS), das durch das historische Trauma der Sklaverei in den USA bedingt sei. Die Autorin vertritt die Hypothese, dass ein durch das kollektive Trauma der Sklaverei bedingtes PTSS existiere, das zu einer Reihe von maladaptiven Verhaltensweisen führe. Diese Verhaltensweisen seien zur Zeit der Sklaverei zweckmäßig gewesen, doch nun seien sie schädlich für die Betroffenen (wie etwa Erlernte Hilflosigkeit und Ablehnung des Schulsystems). Zudem führe das Syndrom zur Abwertung der eigenen ethnischen Gruppe sowie deren typischem Aussehen und deren Traditionen.
Ähnliche durch das Erbe der Sklaverei ausgelöste Syndrome wurden auch für andere Länder postuliert.